# Presos políticos en el Imperio del Japón
Los presos políticos en el Imperio del Japón fueron detenidos y procesados por el gobierno del Imperio del Japón por disentir, intentando cambiar el carácter nacional de Japón, la actividad comunista o la asociación con un grupo cuyos objetivos declarados incluían los objetivos antes mencionados. Tras la disolución del Imperio del Japón después de la Segunda Guerra Mundial, todos los prisioneros políticos restantes fueron liberados por políticas emitidas bajo la ocupación aliada de Japón.

## Era Meiji – Era Shōwa
A partir del período Meiji, el gobierno del Imperio del Japón detuvo a residentes japoneses sospechosos de disidencia política.

En 1925, se aprobó las Leyes de Preservación de la Paz. El artículo 1 de la ley estipulaba que:
"Cualquiera que organice una asociación con el objetivo de cambiar el kokutai o denegar el sistema de propiedad privada, o que se una a dicha asociación con pleno conocimiento de sus objetivos, estará sujeto a prisión con o sin trabajos forzados por un período que no exceda los diez años".
Solo alrededor de 5.000 de más de 74.000 presuntos infractores de las Leyes de Preservación de la Paz entre 1928 y 1941 fueron procesados.
Los que se retractaron fueron liberados o recibieron cortos períodos de prisión.
El 4 de octubre de 1945, se emitió la directiva Eliminación de las Restricciones a las Libertades Políticas, Civiles y Religiosas, que estipulaba la liberación de los presos políticos. Se estimaba que entre 2.500 y 3.000 presos políticos estaban en prisión al final de la guerra. Tras la liberación de los presos políticos el 10 de octubre de 1945, se promulgó la "Restauración de los Derechos Electorales a los Presos Políticos Liberados".

## Presos políticos notables
- Shigeo Kamiyama
- Shoichi Ichikawa
- Kiyoshi Miki
- Jun Tosaka

## Prisiones políticas
- Prisión de Sugamo
- Prisión de Fuchū

## Memorias
- Dieciocho años en prisión (Gokuchu juhachi-nen) por Kyuichi Tokuda y Yoshio Shiga. Publicado por el Partido Comunista de Japón en 1948.